# 飞猫
飛貓（英語：Winged cat），也被稱為“天使貓”，是一種長著蝙蝠翅膀的貓。目前為止還是一個神秘的物種。從20世紀開始，就有不少人發現過這種動物。但是，對這種動物的是否真的存在仍然存在爭議。也有專家指出，可能是一種雜種或變異生物。

## 有關「飛貓」的目擊記錄
目前已知的最早飛貓的報導來自亨利·戴維·梭羅（Henry David Thoreau)，在文章中他描述在1842年，曾經於一處農場目擊飛貓，此貓的身上長出長毛狀附肢，但它們在春天會脫落，而亨利將飛貓的翅膀暫時保存在他的私人收藏中之中。
1905年，威魯遜的一份天文雜誌上就說，英國奴威魯茲和伯頓薩西魯學校的學生們在操場上玩時，看到一隻很像貓的巨大生物飛來，在學校上空盤旋。由於它飛得很低，很容易看清，學生們一致認為這是一隻貓。據報導，那隻“飛貓”體長3米，長著4隻腳，翅膀黑黝黝的，飛行速度大約每小時30km。
1933年6月，一個住在英國薩馬斯城名叫比斯·克利菲斯的人也聲稱她發現了“飛貓”。她說，這隻貓曾潛在她家的馬圈裡，長相十分奇特，毛色黑白相間，從肩處長出一對翅膀。當它發現有人走近它時，它就張開翅膀飛起來。據稱，克利菲斯還把這個消息通知了當地的奧克斯福特動物園。園長弗蘭克·歐恩趕到現場時，那飛貓有出現，最後他們用網把它捕獲。 “飛貓”在動物園里活了一段時間後死去。
1966年6月，一隻擁有翅膀的貓出現在加拿大的一個叫做阿爾菲列特的小村子裡。這隻貓呈黑色，從天而降，把雞，鴨，鵝追得到處亂竄。另外「飛貓」曾經追趕一位當地居民。目擊者指出，這隻奇特的生物還曾落在地上，一跳一跳地跑；它的鬍鬚，耳朵，腦袋都跟貓一模一樣，只是長著兩顆約2公分的獠牙，眼睛發出暗綠色的光，還長著一副35公分長的翅膀。當地人射殺了這隻動物，並送往獸醫實驗室驗屍。 主持驗屍的獸醫表示，所謂的翅膀不過是一團毛。但這一結論遭到了當地人的反對，他們中的大多數都說自己看到過這種長著翅膀的貓。
1975年12月，在英國曼徹斯特附近，人們也捕獲過一隻長翅膀的貓，長相與其他貓沒有什麼不同，就是多了一副20公分長的翅膀。
20120219期的地理中国，重庆武隆县后坪天坑群有相關物種摄影纪录，該物種為鼯鼠，當地居民暱稱其為飛貓。

## 理論
有的科學家認為，這種動物是介於貓和蝙蝠之間的動物，有可能在某個地方找到他們的族群。也有科學家認為，“飛貓”或“天使貓”是畸形動物。但到目前為止，人們還沒有找到對這種動物現象令人比較信服的解釋與證據。

## 流行文化
- 在漫畫家水木茂的作品惡魔君裡有登場。

- 在漫威宇宙中，與索爾（Thor）相關的劇情裡，光明精靈族群中有一亞種精靈「飛貓」，能作為他們的交通工具。這些「飛貓」精靈首次出現在 Alpha Flight＃81（1990年2月）中，由James Hudnall和John Calimee創作。

- 在吳青峰的專輯《馬拉美的星期二》中歌曲（……小小牧羊人）歌詞裡提到了「天使貓」

歌詞：化作山鬼 化作牡丹 化作天使貓……

## 其他相關條目
- 幻影貓